# 俄山弘法大師堂

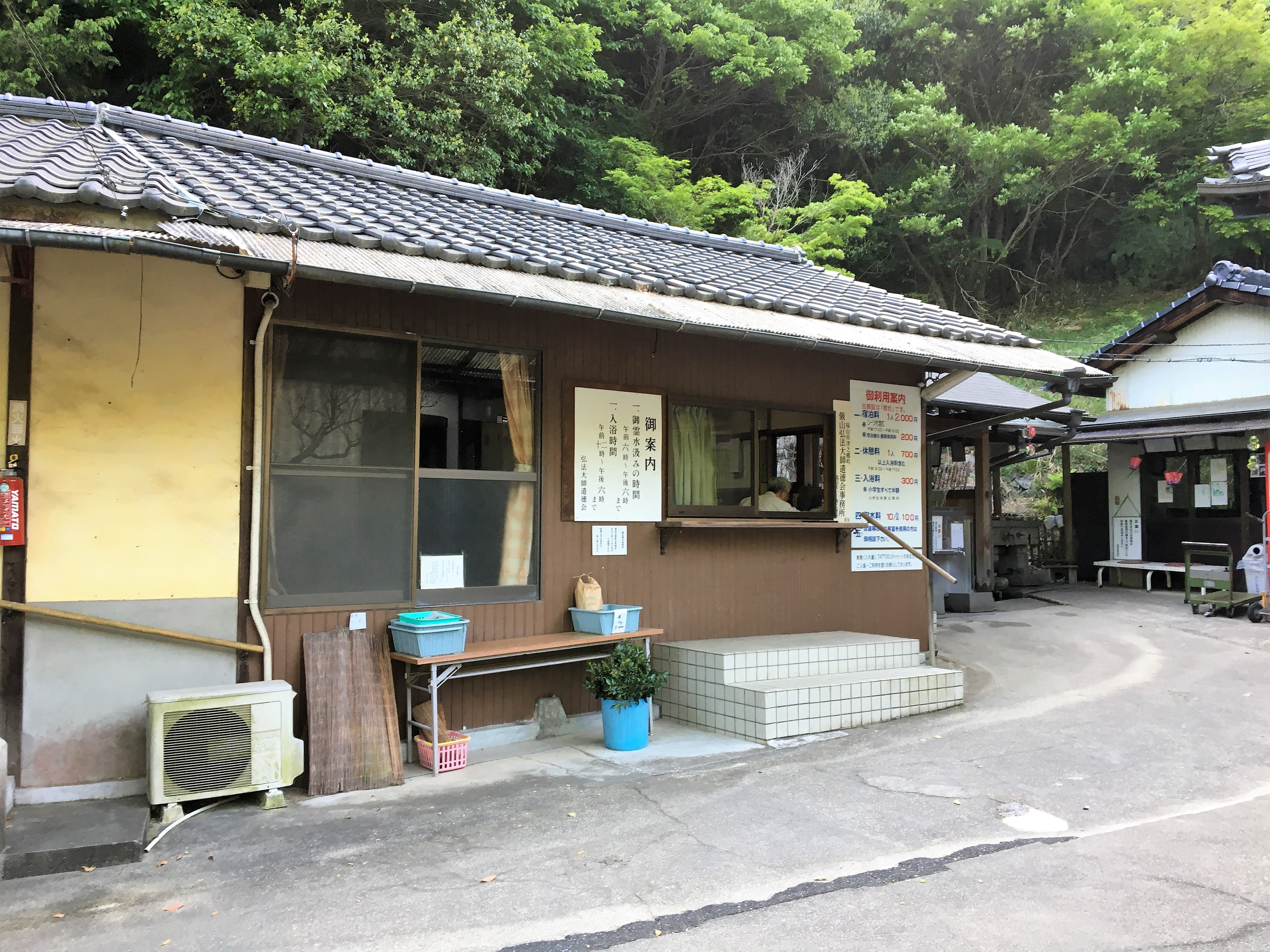
管理棟

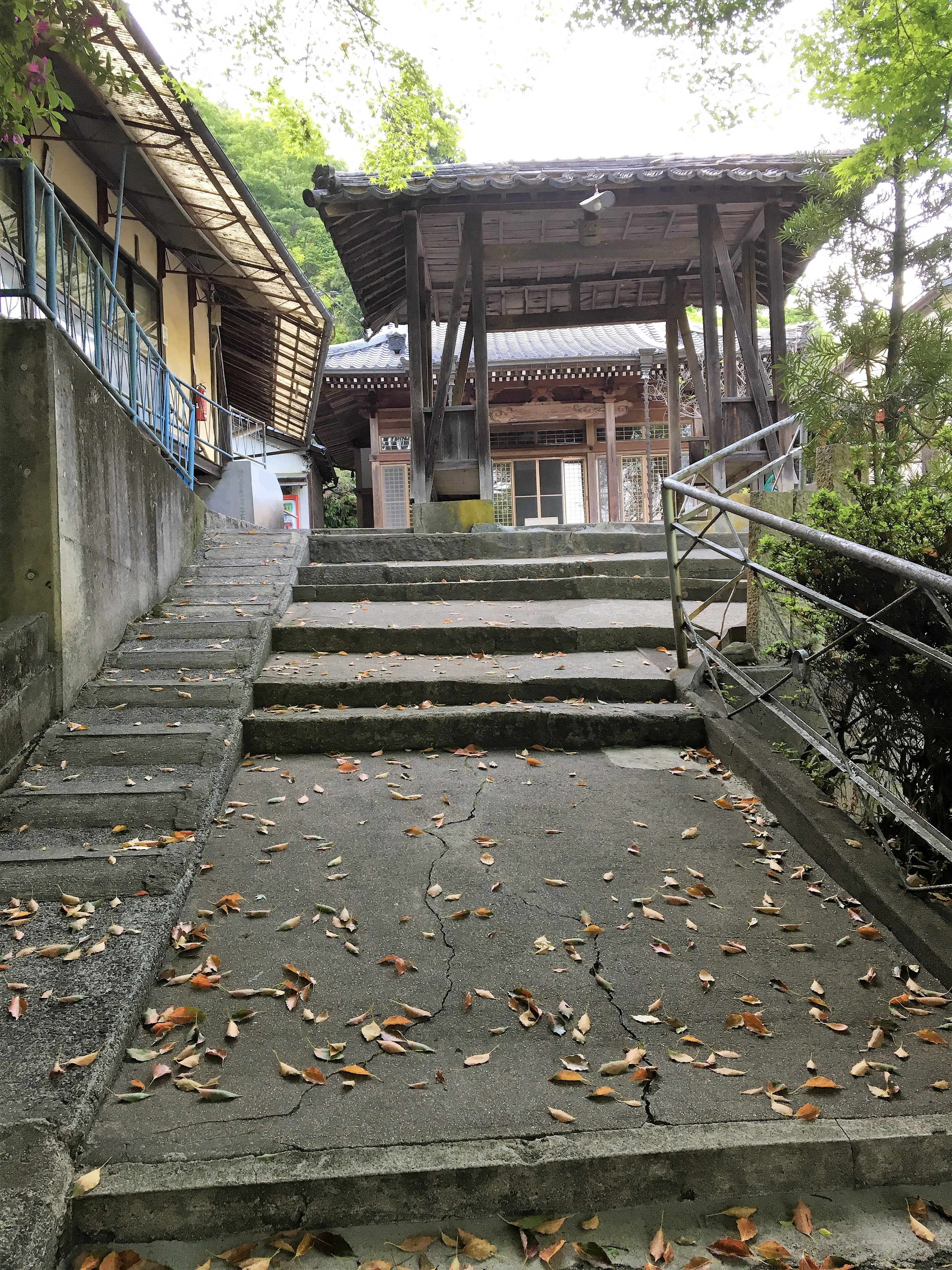
山門と石段

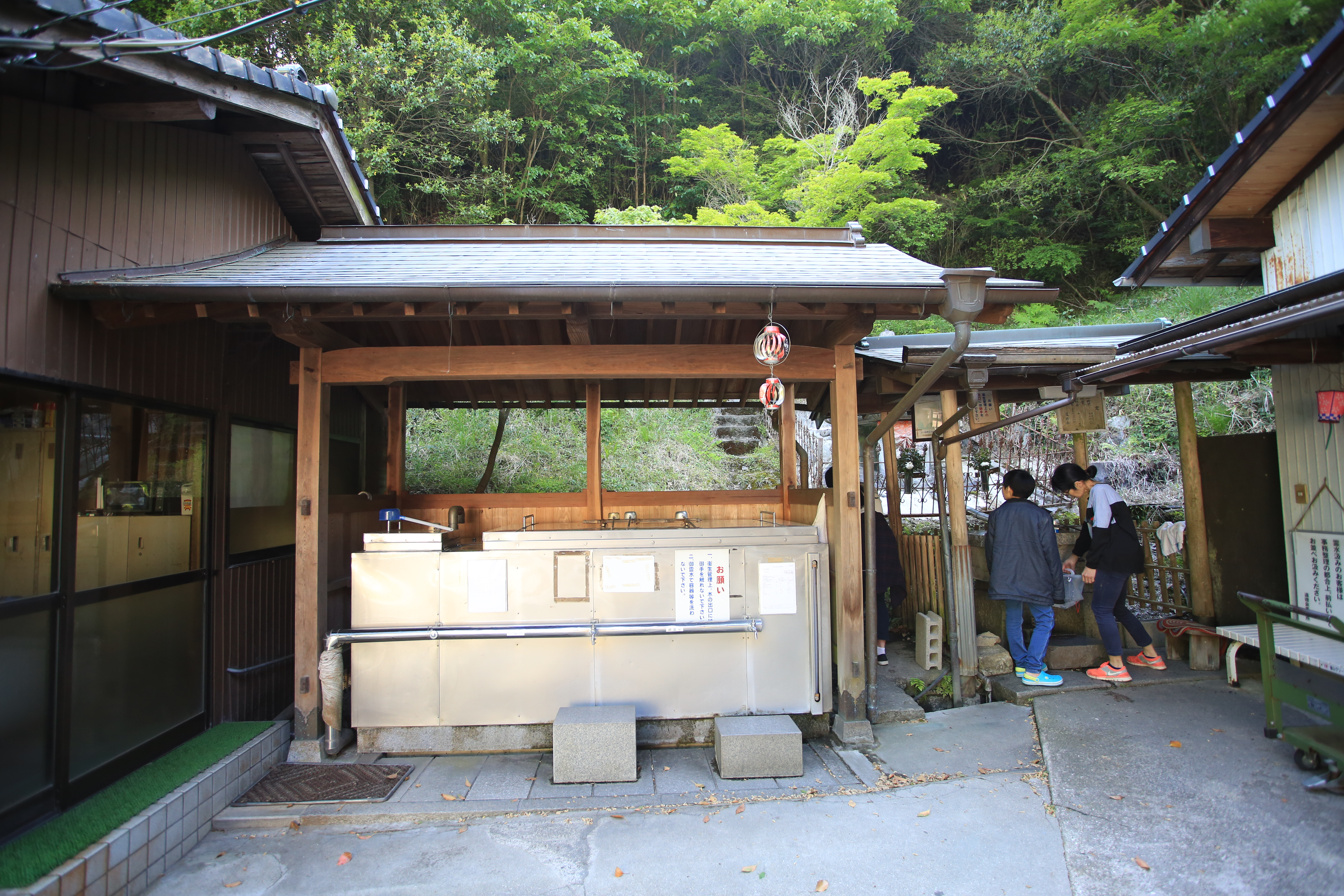
水汲み場

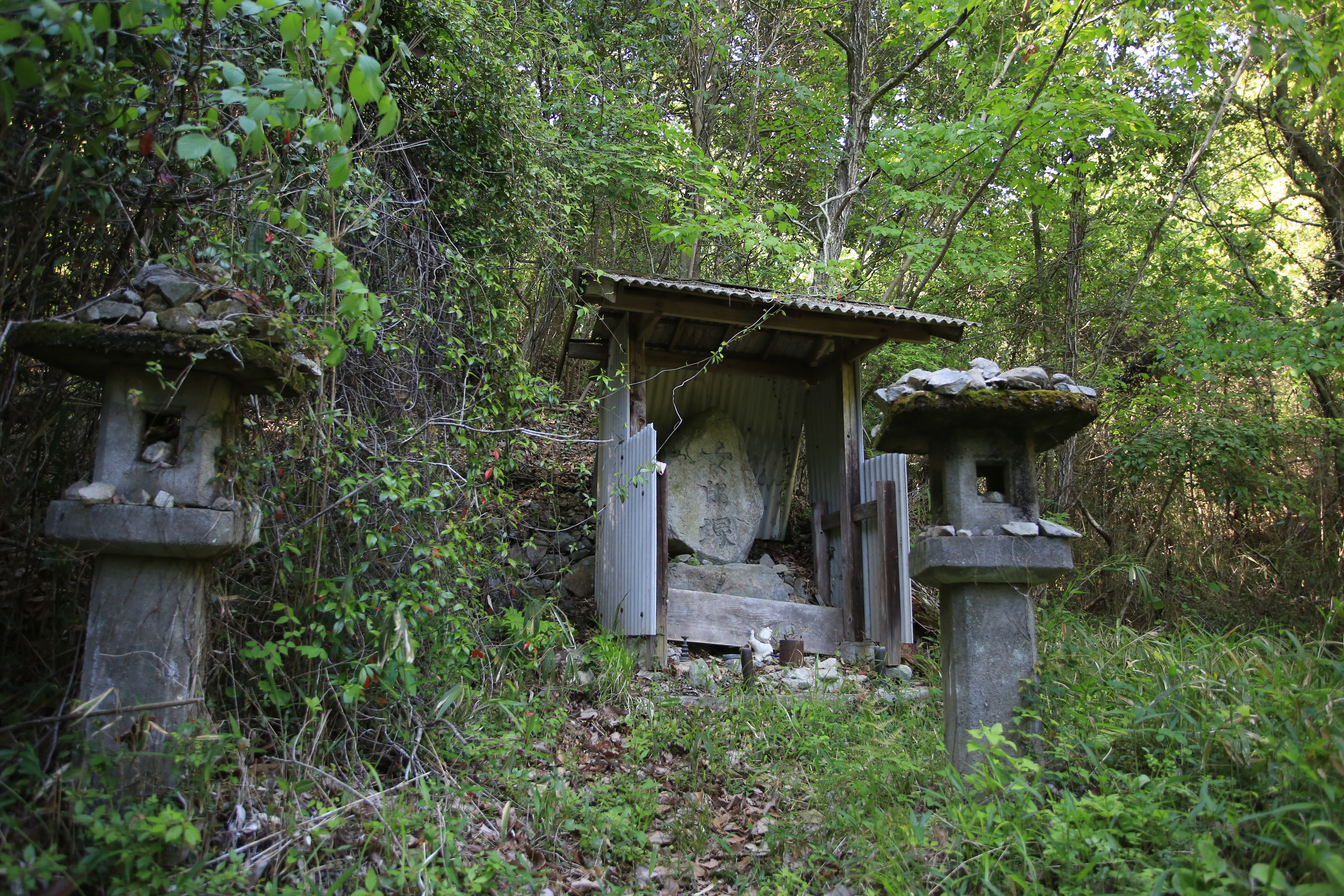
女郎塚

俄山弘法大師堂（にわきやまこうぼうだいしどう）は広島県福山市津之郷町の俄山にあるお堂、名水、湯治場。弘法大師の湯あるいは単に俄山弘法大師とも呼ばれる。

## 歴史
807年（大同2年）、弘法大師（空海）が明王院を開くときに俄谷を訪れ、病に悩む地域住民の救済のために加持祈祷（かじきとう）を行い、錫の杖で俄山の斜面の岩を突くと、そこから霊水が噴出するようになったと伝えられる霊水は「温泉水弘法水」として近隣住民が数多く集まり利用するようになった。「温泉水弘法水」の御利益を求める民のために、お堂や水くみ場、お籠り堂（休憩所・宿泊所）が整備され、1919年（大正8年）に入佛祭りが執り行われた。1918年に発足した俄山弘法大師遺徳会が運営し、会員が交代で24時間365日駐在している。俄山弘法大師遺徳会は地域住民280世帯で構成される。お堂には弘法大師像が祭られる。信仰の場であるとともに、地域住民の集いの場にもなっている。2006年には俄山弘法大師堂に迫る山火事があり、住民総出で3日間の消火活動を行った。2009年に宿泊施設と入浴施設が建て替えられた。

## 郷土誌での言及

### 備陽六郡誌
「備陽六郡志」（びようろくぐんし）は1740年頃から30年間に渡って福山藩士の宮原直倁（1702-1776年）が執筆した全44冊からなる自筆稿本で、備後地方の江戸自体からの歴史を語るうえで外せない郷土資料である。「俄山弘法大師堂」は大正時代の創設なので江戸時代に編纂された「備陽六郡志」に言及がないのは当然であるが、奈良時代から知られている「弘法の水」に関すると思われる記述も無い。

### 西備名区
福山市の庄屋・馬屋原重帯（1762-1836年）が著した備後全域の地誌「西備名区」の津之郷村のページには下記のような記載がある。
刀を洗った谷水というのは俄山弘法大師堂のすぐ横を流れる小田川と思われる。現在「山伏塚」というものは残っていないが、俄山弘法大師堂から北に400mほど登った場所に、俄山不動院の「奥の院」があり、その横に「女郎塚」というのが存在し、これが殺された女性の塚だと思われる。

### 福山志料
江戸後期の漢詩人の菅茶山（1748-1827年）が残した地誌「福山志料」（1809年）の津之郷村のページには下記のような記載がある。

### 沼隈郡誌
1923年（大正12年）に編纂された沼隈郡誌では以下のような記載がある。
大正時代にお堂や籠り堂（宿泊所）が建てられ、露店がでるほど賑わっていた様子がうかがえる。また女郎塚と山伏塚は別に存在することが記されている。また「沼隈郡誌」のｐ76-77には、2種類の弘法水が内務省大阪衛生試験所に送られ、それぞれ2.38マッヘ、4.16マッヘの放射能を持つラドン泉水であるという分析結果を得たことが記載されている。

## 温泉として
元々は修行者を五右衛門風呂でもてなしたことが始り。1960年代に遺徳会が旅館営業許可を得て、宿泊所の運営を始めた。宿泊所は、宿坊ないしお籠り場、湯治場とも呼ばれる。湯治場としての創業は明治時代で、大正時代に建て替えされている。2000年くらいまでは1週間ほど連泊する修行者がいたが、その後は家族や友人らと共に利用するケースが増えている。浴槽にはタンクに貯められた霊水が使用される。1日に40人ほどが利用していたが、建物の老朽化によって客足が遠のき、2008年には1日に20-30人の利用となっていた。2008年12月から浴室と宿泊室を総工費3500万円で建て替え工事を実施し、2009年4月にリニューアルオープンした。建て替え費用は、寄付金と霊水の販売代金で賄った。2018年現在の湯治場は木造平屋百七十平方メートル。宿泊客用に和洋室を計3部屋、食材を持ち込める調理場も備える。泉質は単純弱放射能冷鉱泉で、入湯設備や宿泊設備（宿坊）がある。弘法大師ゆかりの隠れ湯としてPRされている。
- 温泉名 - 俄山弘法大師温泉（加水・加温有、循環式）
- 泉質 - ラジウム冷鉱泉[2]
- 効能 - 皮膚病、高血圧、五十肩、冷え性、神経痛など[6]
- 男女別内湯各1（それぞれ10平方メートル）[1]
- 宿泊定員　10名[2]
- 浴場のみの利用も可能[注釈 3]

## 名水として

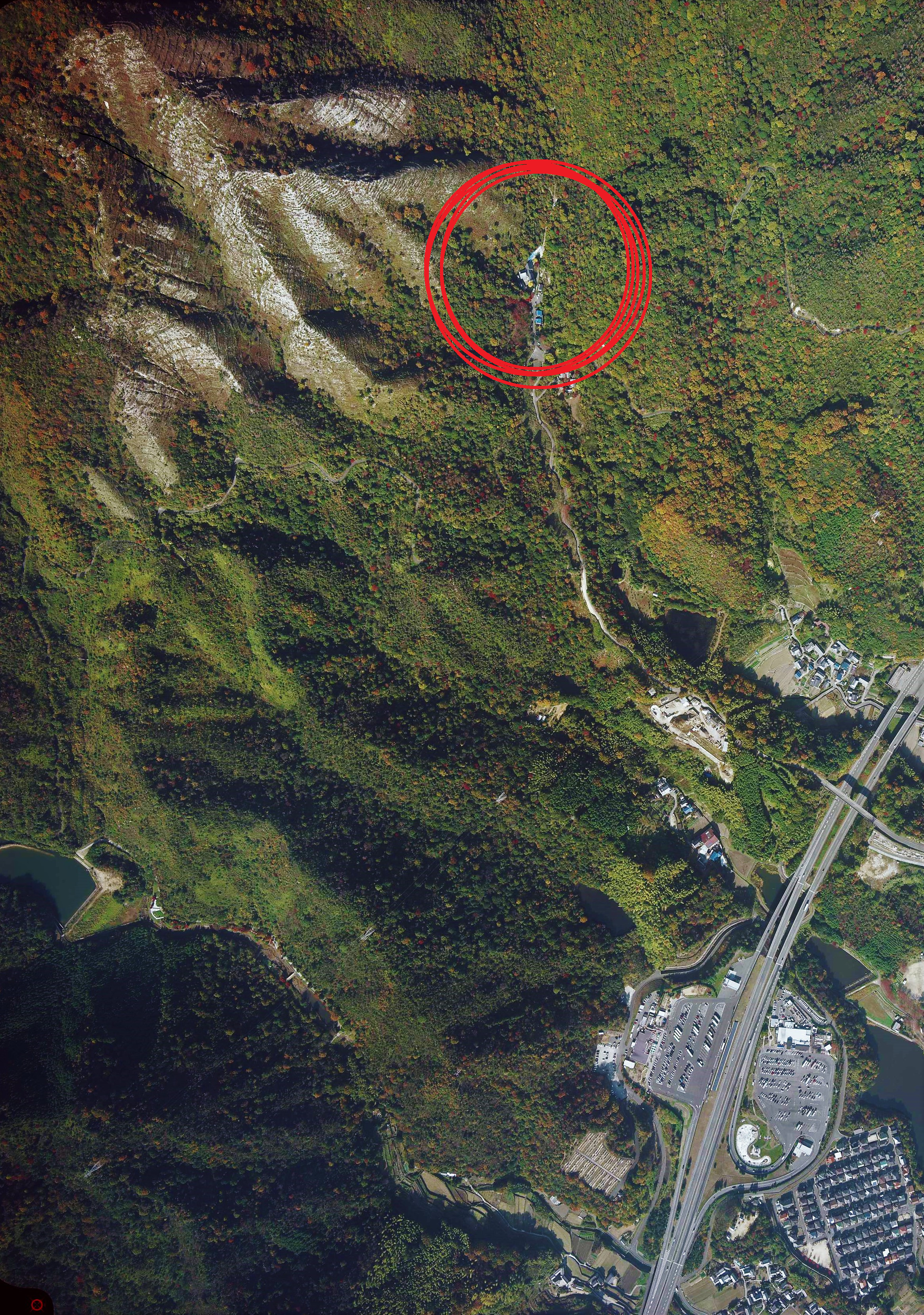
山陽道福山サービスエリア（右下）と俄山弘法大師堂（赤丸部分）、左上は2009年の山林火災跡。国土地理院　CCG20101-C16-16を元に作成

石造りの水くみ場が設けられている。10L毎に霊水の販売がされ、まろやかな軟水として人気を集める。湧き水のことは少なくとも1200年前から知られていたが、名水として人気が高まったのは大正になってからであるが、広島県内有数の名水とされる。弘法水はミネラル分が少ない軟水で、炭酸イオンを適度に含み、さっぱりとした喉越しで、臭気は全く存在しない。筋肉痛やリウマチ、神経痛、アトピー性皮膚炎に効くほか、胃腸に良いとされている。施設には夜間の湧き水を蓄えるために、容量2トンのタンクも備えられている。尾道から水を汲みに20年間通う客もいる。便通がよくなり、お茶を入れるのに使うと美味しいという。湧き水は枯れることはなく、1990年代の異常渇水のときにも地区住民の生活を支えた。

## ギャラリー

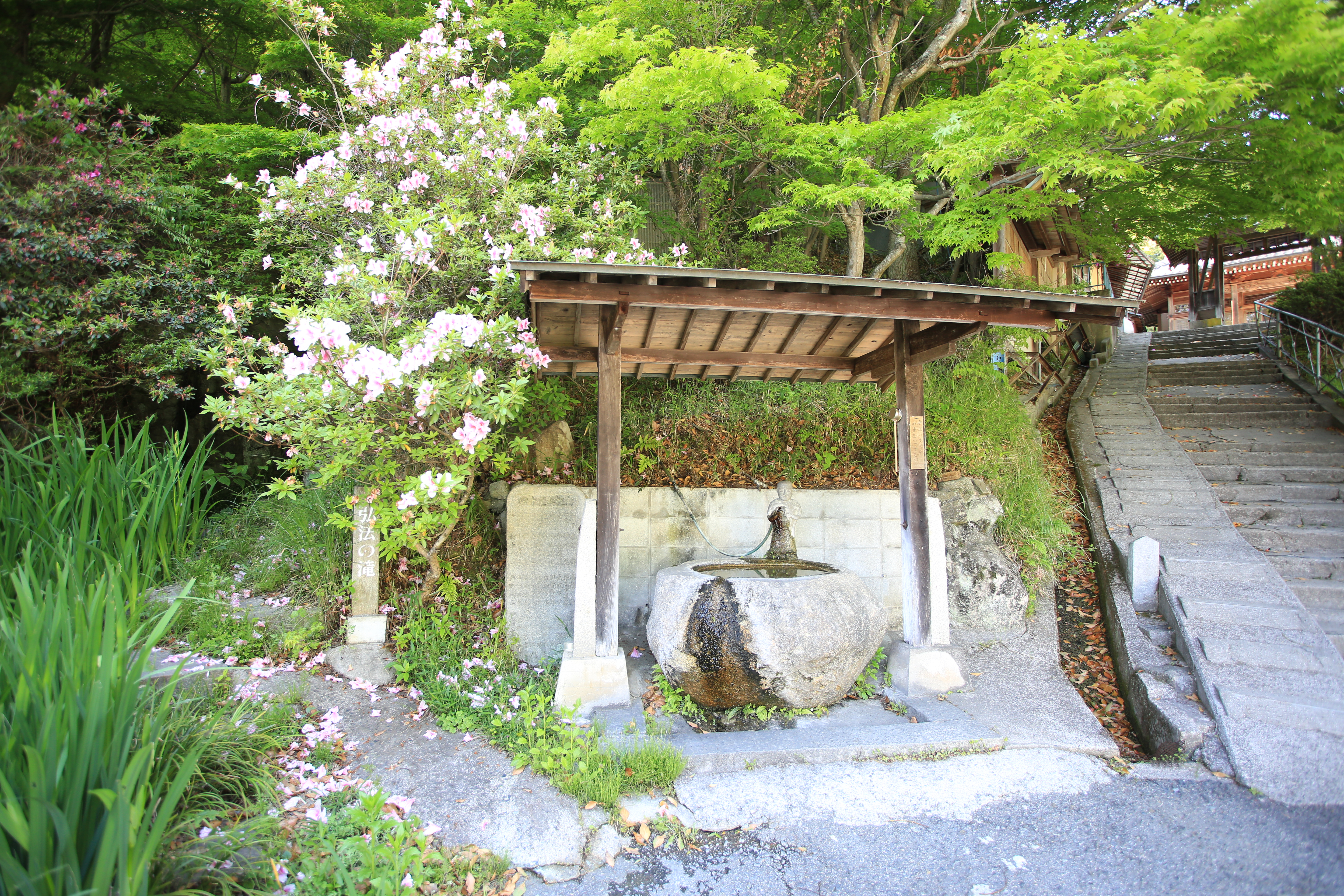
手洗い場
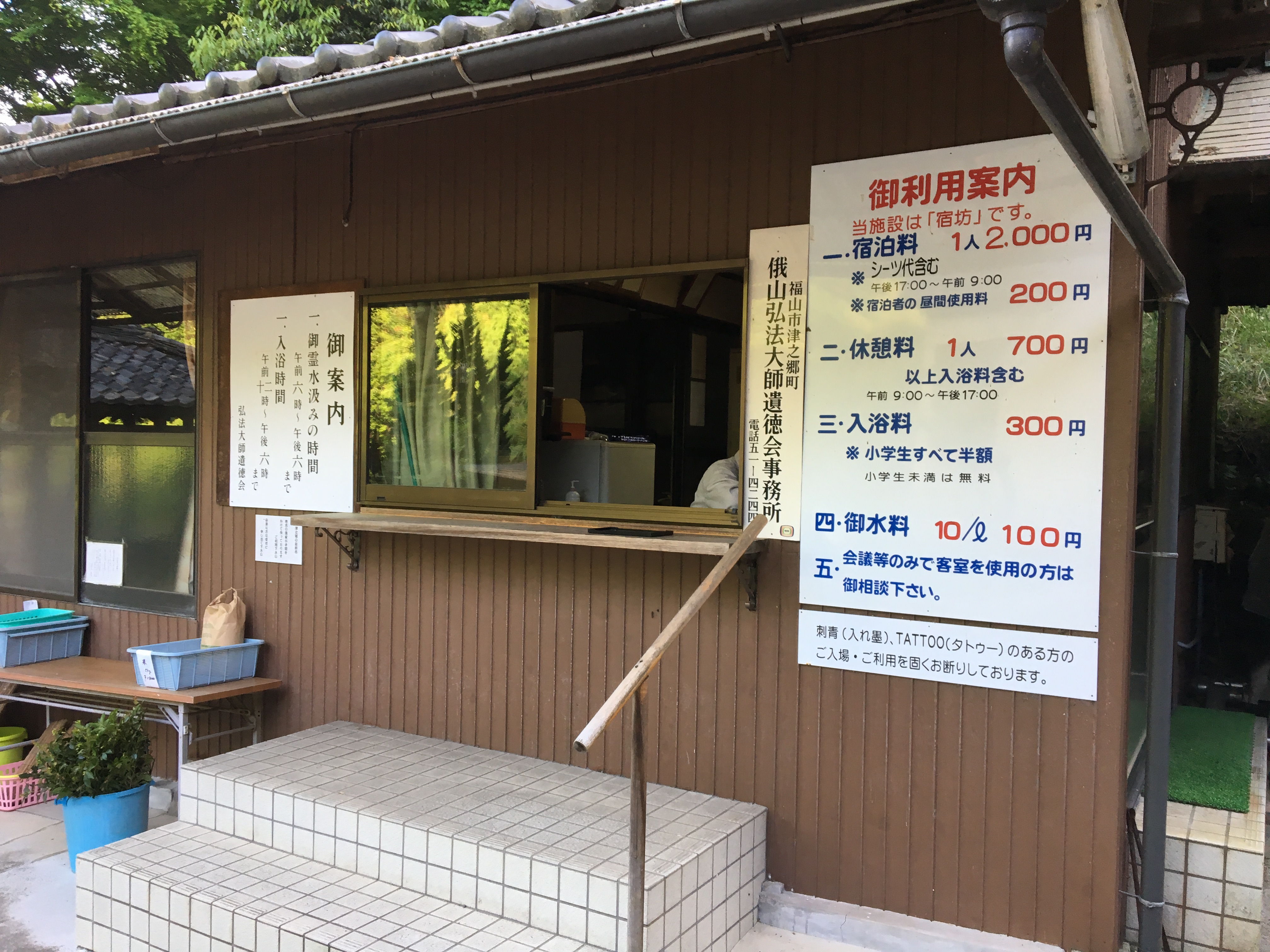
受付
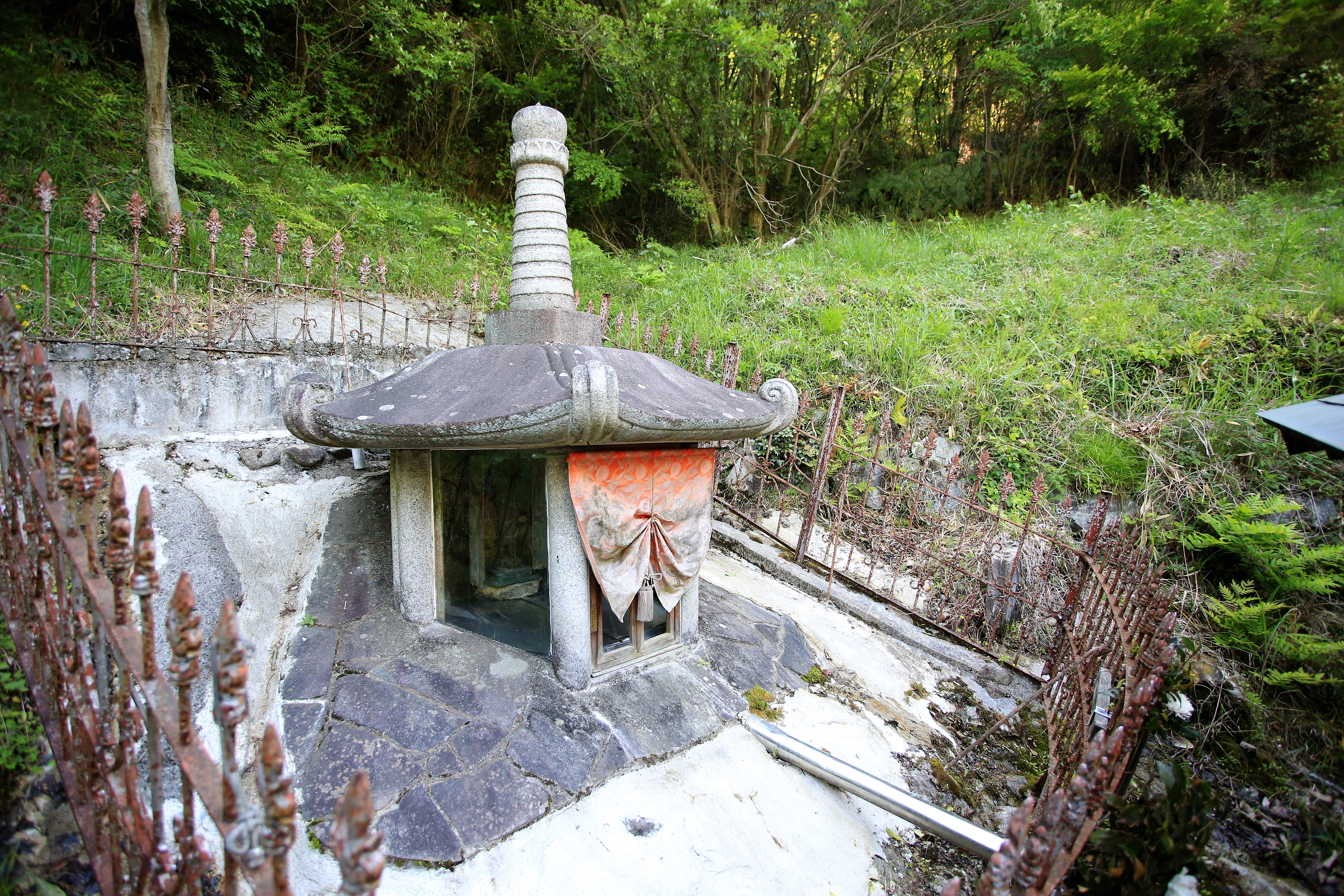
霊水が湧出している場所
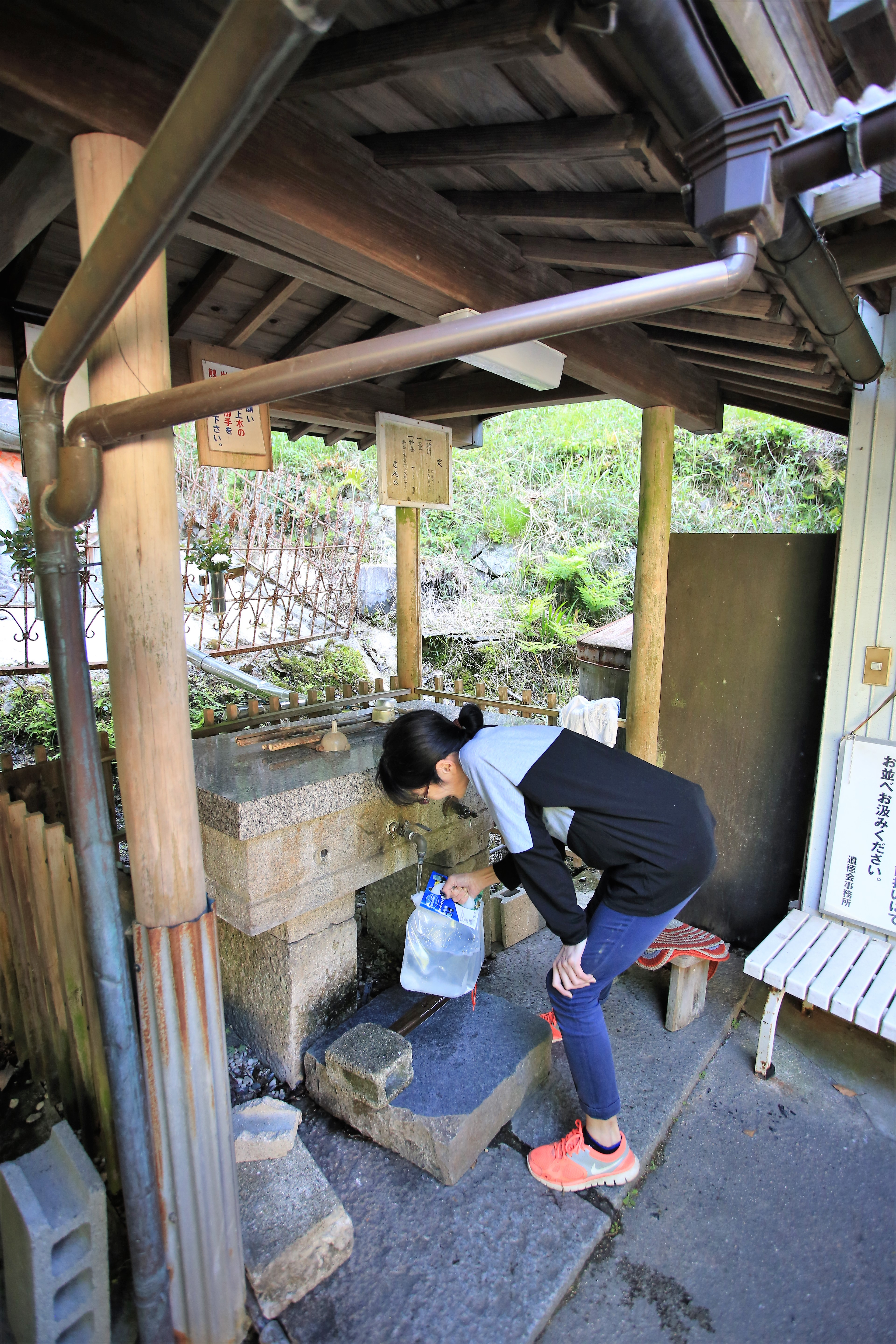
霊水の水汲場
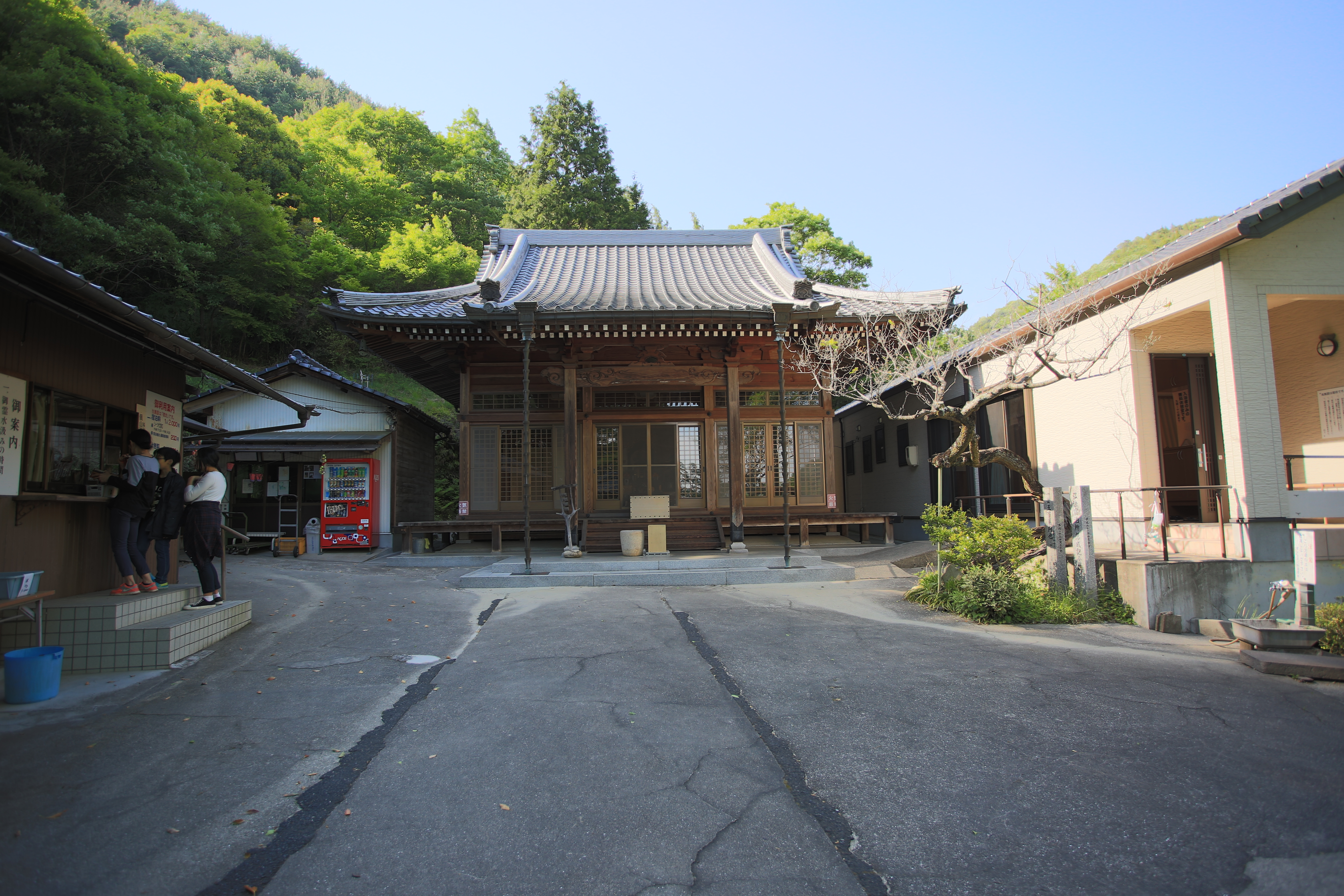
敷地全景
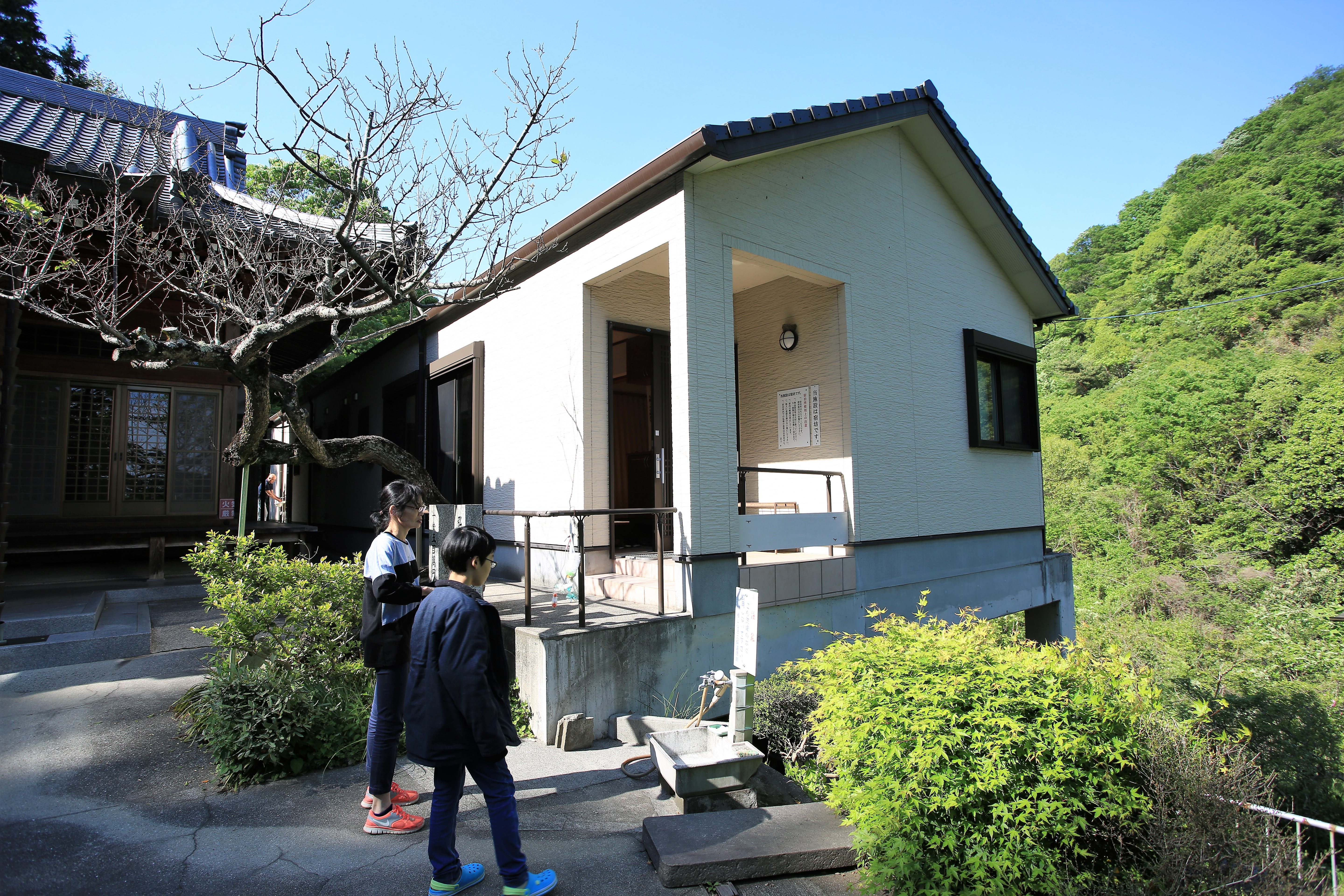
宿泊施設と入浴施設
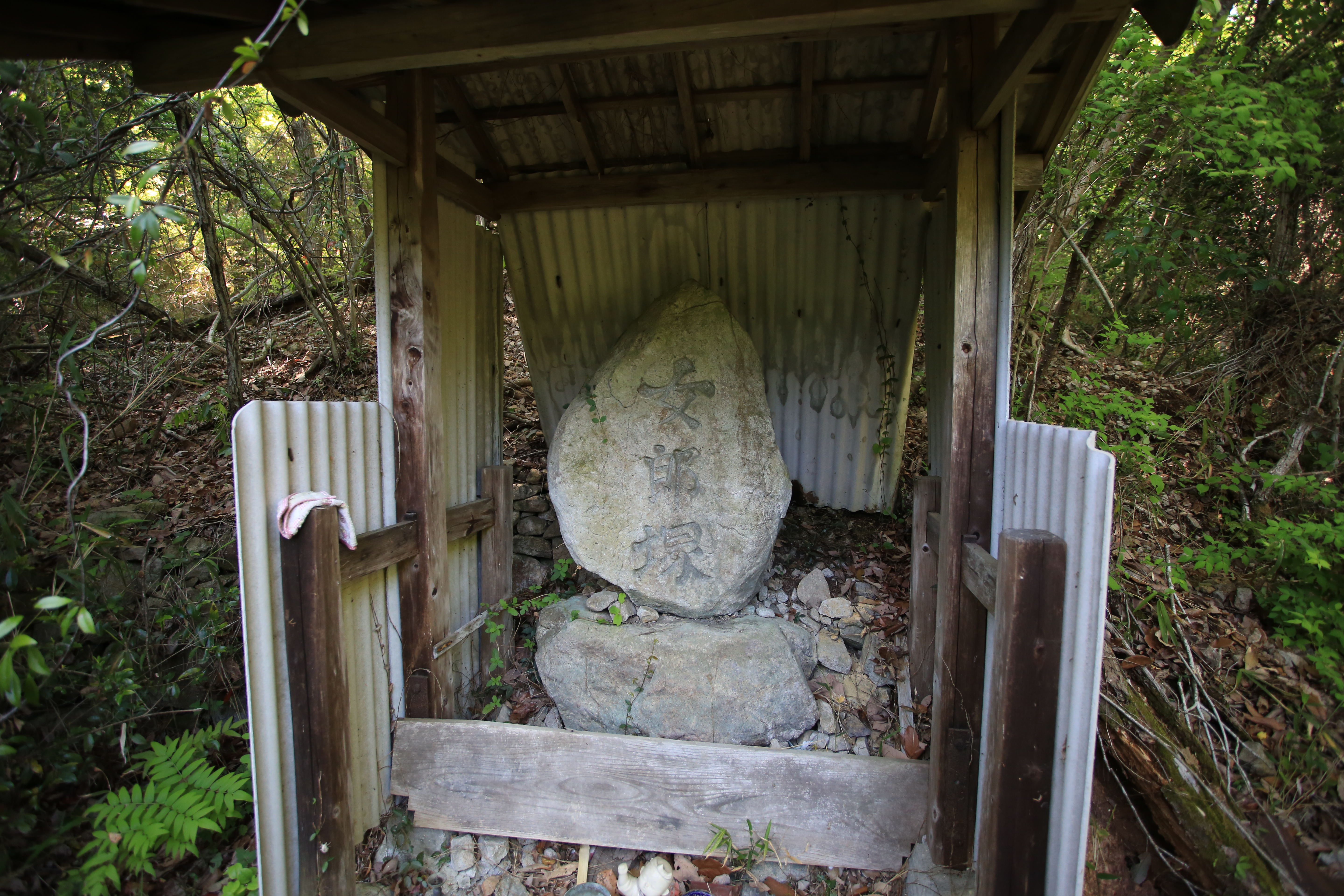
女郎塚

## 全国に見られる弘法水の逸話
弘法大師と湧き水にまつわる逸話は本件に限らず全国各地で知られ、その数は1500件近く存在する。最も多いのが奈良県と和歌山県で、双方とも140カ所ほどが伝えられる。広島県にも本件を含めて35カ所の「弘法水」が存在する。逆に少ないのが沖縄県と北海道はゼロとなっている。その大部分は水不足に悩む地区であり、溜池の分布との類似性が指摘されている。弘法水とは、いわゆる独鈷水の1つである。湧水の名称として「弘法水」のほかには、「弘法清水」，「弘法井戸」，「大師の水」，「清水大師」，「御水大師 杖突水」，「御杖の水」，「杖立清水」，「独鈷水」，「金剛水(遍照金剛)」，「塩井戸(水湧出)」，「加持水(加持祈祷による)」，「閼伽水(聖なる水)」，「硯水(すずりみず」などがみられる。その多くが本件のような山地や丘陵近くの湧水であり、平野部での井戸や崖からの湧水は殆ど含まれない。またその多くに眼疾患、皮膚疾患、胃腸疾患の改善効果があるとなどの「薬水伝説」を伴うものが多い。湧水の量は毎秒1リットル以下の小規模のものが多く、水質面ではカルシウム濃度や塩分濃度、硫酸イオン濃度が高いなどの特異な特徴を持つ湧水が多いことも知られる。以上より、弘法水とされる湧水は、浅い地層の地下水ではなく、地底深い場所から湧出する深層地下水や温鉱泉の一種と考えられている。これらは実際に弘法大師によって見出された湧水ではなく、地区において重宝される貴重な湧水ないし特徴的な湧水が、水神信仰や弘法大師信仰と摺り合わされて成立したものだと推測されている。

## 交通
- JR福山駅より中国バスの津之郷線乗車、弘法入口バス停下車徒歩5km。
- 山陽高速道路福山サービスエリアよりスマートインターチェンジより広島県道463号線を北へ2.5km突き当り。

## 特記事項
- 俄山弘法大師堂のすぐ手前には、「俄谷砂留群」と「俄山不動院」がある。俄山弘法大師堂の脇の未舗装路を山奥に進むと、400メートルほど奥に「俄山奥の院」がある。その横に山伏に斬り殺されたという女性の塚が残る。その道中の西側斜面が2006年の山火事現場である。